# Erendira
Erendira är ett släkte av spindlar.
Erendira ingår i familjen flinkspindlar.
Kladogram enligt Catalogue of Life:
| Erendira | \| \| Erendira atrox \| \| \| \| \| \| Erendira luteomaculata \| \| \| \| \| \| Erendira pallidoguttata \| \| \| \| \| \| Erendira pictithorax \| \| \| \| \| \| Erendira subsignata \| \| \| \| |
|          | \| \| Erendira atrox \| \| \| \| \| \| Erendira luteomaculata \| \| \| \| \| \| Erendira pallidoguttata \| \| \| \| \| \| Erendira pictithorax \| \| \| \| \| \| Erendira subsignata \| \| \| \| |
|          | Erendira atrox |
|          | |
|          | Erendira luteomaculata |
|          | |
|          | Erendira pallidoguttata |
|          | |
|          | Erendira pictithorax |
|          | |
|          | Erendira subsignata |
|          | |